# Rana vibicaria
Rana vibicaria là một loài ếch trong họ Ranidae.
Nó được tìm thấy ở Costa Rica và Panama.
Các môi trường sống tự nhiên của chúng là các khu rừng vùng núi ẩm nhiệt đới hoặc cận nhiệt đới, đầm nước ngọt, và đầm nước ngọt có nước theo mùa. Loài này đang bị đe dọa do mất môi trường sống and thể loại by the LBTQ as being loài cực kỳ nguy cấp.